# 326. jadralni pehotni polk (ZDA)
Za druge 326. polke glej 326. polk.
326. jadralni pehotni polk (izvirno angleško 326th Glider Infantry Regiment; kratica 326. GIR) je bila zračnopristajalna enota Kopenske vojske Združenih držav Amerike.

## Zgodovina
Polk je bil ustanovljen 6. avgusta 1942 s preoblikovanjem 326. pehotnega polka. Oktobra istega leta je bil polk premeščen v Fort Bragg; tam je bil 4. februarja izločen iz sestave 82. zračnoprevozne divizije. Decembra 1943 je bil polk dodeljen 13. zračnoprevozni diviziji in februarja 1945 je prispel v Francijo. Avgusta 1945 se je polk vrnil v Fort Bragg, kjer je bil 25. februarja 1946 razpuščen.